# Barbarella (festival)
Barbarella é um festival de música anual que acontece em Santo Domingo, República Dominicana desde 2011, é organizado pela cerveja Presidente.

## Artistas

### 2011
A primeira edição do Barbarella aconteceu em 22 de junho de 2011 em Sans Souci, Santo Domingo. os artistas convidados para o evento foram os seguintes:
- Empire of the Sun (banda)
- Laidback Luke
- Dirty South
- Remady

### 2012
Em 2012, Barbarella contou com um lineup maior. Aconteceu em 30 de junho de 2012 em Santo Domingo.
- Otto Knows
- Chris Lake
- DEV
- Hook N Sling
- Shawnee Taylor
- Jochen Miller
- Alex Gaudino
- Local Super Heroes

### 2013
A terceira edição do Barbarella foi realizada em 28 de junho de 2013. Desta vez, foi realizada no Estádio Quisqueya, Santo Domingo.
- Afrojack
- Dragonette
- R3hab
- Apster
- Leroy Styles
- Inna
- Emma Hewitt
- Hardrock Sofa
- Bassjackers
- Nadia Ali
- Local Super Heroes

### 2014
A edição mais recente foi realizada no dia 18 de junho de 2014 no Estádio Quisqueya, Santo Domingo. O show teve a duração de 12 horas consecutivas (de 6PM à 6AM). Dimitri Vegas & Like Mike, um dos artistas mais esperados cancelou sua apresentação algumas semanas antes do Barbarella.
- Icona Pop
- Steve Angello
- Hardwell
- Capital Cities
- Connor Cruise
- Dyro
- NERVO
- Showtek
- Dimitri Vegas & Like Mike (cancelado)
- Local Super Heroes

### 2015
A quinta edição do Barbarella foi agendada para 3 de junho de 2015.

Barbarella foi uma festa em que cerca de 15.000 pessoas se reuniram para celebrar The Journey, o tema do show, e o nome do evento que chegou à quinta edição deste ano.

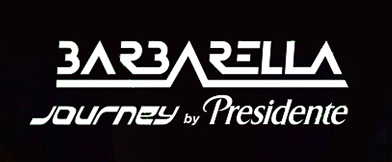
Barbarella present the Journey

#### LineUp
- DVBBS
- Nicky Romero
- NERVO
- Deorro
- Krewella
- Matthew Koma
- Robin Schulz
- Kiesza
- Passion Pit (Cancelado)
- Tommy Trash
- Sam Feldt
- Lash
- Joseant Hidalgo
- Dav Motta

Os artistas Nicky Romero, DVBBS, Tommy Trash, Sam Feldt, Matthew Koma, Krewella, Deorro, Kiesza e Nervo, foram os dj's e os grupos electro pop estrangeiros que movimentaram a enorme massa humana que vibrava, gritava, dançava e pulava ao ritmo. das misturas, das vozes e da música que ofereceram no grande palco que organizou o evento organizado pela Cervecería Nacional Dominicana e sua marca President, junto com a Pav Entertainment.

### 2016
A sexta edição do Barbarella foi realizada no Estádio Quisqueya em 25 de maio de 2016. A proposta para o ano de 2016 foi liderada pelo DJ francês David Guetta.

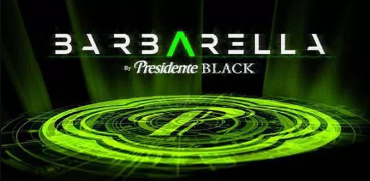
Barbarella by Presidente Black

#### LineUp
- Afrojack
- Don Diablo
- David Guetta
- DJ Snake
- Jack Ü
- MAKJ
- Steve Aoki
- Emma Hewitt
- Neff U Music
- Jack Novak
- Dav Motta
- Lash
- Joseant Hidalgo

### 2017
A edição de 2017 não foi realizada, porque a Cervecería Nacional Dominicana e sua marca Presidente e em colaboração com a PAV decidiram focar unicamente na celebração do Festival de Presidente.

### 2018
O promotor da empresa de eventos PAV e presidente revelou em suas redes sociais que a edição de 2018 será realizada em 30 de maio, mas desta vez será realizada no Estádio Olímpico Feliz Sanchez. 

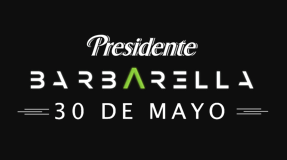
barbarella 2018

#### LineUp
- Afrojack
- Omar Andino
- Axwell Λ Ingrosso
- The Chainsmokers
- Galantis
- Joseant Hidalgo
- Kentdow
- Massive House
- Mutecake
- Tchami x Malaa: No Redemption
- Showtek
- Zedd

- Este artigo foi inicialmente traduzido, total ou parcialmente, do artigo da Wikipédia em castelhano cujo título é «Barbarella (festival)», especificamente desta versão.

1. ↑  «La música electrónica reina con 'Barbarella'». Consultado em 19 de junho de 2014
2. ↑  «Más de 15 mil personas reciben el Verano Presidente con Barbarella». Consultado em 19 de junho de 2014
3. ↑  «Barbarella convocó a miles al Quisqueya». Consultado em 19 de junho de 2014
4. ↑  «20 mil personas disfrutaron Barbarella by Presidente en el Estadio Quisqueya». Consultado em 19 de junho de 2014